# 임상협
임상협(林相協, 1988년 7월 8일 ~ )은 대한민국의 전 축구 선수이다.  포지션은 미드필더 였다.

## 클럽 경력
임상협은 대동초등학교, 문래중학교, 장훈고등학교 출신으로, 2007년 J리그 이적을 추진하였으나 여의치 않자 일본 실업 축구 리그인 JFL 소속의 대학 클럽인 유통경제대학 FC에 입학하였다.
2009 K리그 드래프트에서 전북 현대 모터스에 입단했다. 그는 2009 시즌 개막전에서 경남 FC를 상대로 데뷔전에서 데뷔골을 넣었다. 이후 2009 시즌 리그와 리그컵을 통틀어 17경기에 출전하였다. 하지만 2010 시즌엔 출전 기회를 자주 얻지 못하였고, 리그 6경기 출전에 그친 채 시즌을 마감하였다.
2011년 1월 11일 팀 동료 이요한과 함께 부산 아이파크로 이적하였다. 부산에서는 본격적으로 주전으로 도약하였으며, 2011 시즌 리그 28경기에 나서 9골을 넣으며 준수한 활약을 펼쳤다. 2012 시즌엔 부상과 컨디션 난조가 겹치며 3골 1도움에 그쳤지만 2013 시즌엔 리그 36경기에서 9골 4도움을 기록하며 컨디션을 끌어올렸다. 2014 시즌엔 본인의 데뷔 후 한 시즌 리그 최다골인 11골을 기록하는 등의 활약으로 리그 베스트 11에 선정되기도 하였다. 시즌 종료 후 병역 의무 이행을 위해 상주 상무에 입단하였다. 2016년 상주 상무 전역하고, 부산 아이파크로 복귀를 하였다.
2018년 1월 4일에 수원 삼성 블루윙즈로 이적하였다.
2019시즌 여름 이적시장에서 제주 유나이티드로 6개월간 임대되었다.
2021시즌을 앞두고 K리그1의 포항 스틸러스에 입단했다.
2023시즌을 앞두고 FC 서울에 입단했다.

## 국가대표팀 경력
2013년 8월 6일, 페루전에서 윤일록과 교체 출전하며 A매치 데뷔전을 치렀다.

## 수상

### 클럽

#### 상주 상무
- K리그 챌린지
  - 우승 1회 : 2015

### 개인
- K리그1 베스트 11: 2014, 2021

## 기타
2013년 K리그가 실시한 'K리그 최고 꽃미남 선수' 1위에 선정되기도 하는 등 잘생긴 외모로 여성팬들을 다수 보유하고 있다. 광고 촬영 제의도 자주 받은 것으로 알려져 있다.